# Luana Anders
Luana Anders (nacida Luana Margo Anderson;[cita requerida] 12 de mayo de 1938 – 21 de julio de 1996) fue una actriz y guionista estadounidense.

## Carrera
Anders apareció en varias películas de bajo presupuesto, incluyendo papeles protagonistas en Life Begins at 17 y Reform School Girl, junto a Sally Kellerman. Sus interpretaciones más conocidas pueden haber sido como la hermana de Vincent Price en The Pit and the Pendulum (1961) de Corman y como víctima de asesinato en Dementia 13 (1963) de Francis Ford Coppola. También apareció en la película de culto Night Tide (1961) de Curtis Harrington, junto a Dennis Hopper, quien más tarde la eligió para interpretar a una de las chicas hippies de la comuna que se bañan desnudas con Hopper y Peter Fonda en Easy Rider (1969).
Anders apareció en That Cold Day in the Park, de Robert Altman, que se estrenó en 1969 en el Festival de Cine de Cannes, y también participó en varias películas de su amigo Jack Nicholson, entre ellas The Trip (1967), The Last Detail (1973), The Missouri Breaks (1976), Goin' South (1978) y The Two Jakes (1990). Otros de sus créditos cinematográficos incluyen When the Legends Die (1972), The Killing Kind (1973), Shampoo (1975), Personal Best (1982), Movers & Shakers (1985), You Can't Hurry Love (1988), Doppelganger (1993), Wild Bill (1995) y American Strays (1996).
Apareció en una amplia gama de series de televisión, entre ellas The Rifleman, Sugarfoot, el episodio «Incident of the Running Man» de Rawhide, The Andy Griffith Show, One Step Beyond, Dragnet, como Theresa Ames en «The Guests» (un episodio de The Outer Limits), Adam-12 y Hunter. Apareció brevemente en varias telenovelas, entre ellas Santa Barbara en la temporada 1991–1992.
Como guionista, escribió el guion original de Fire on the Amazon (bajo el seudónimo de Margo Blue) para el productor ejecutivo Roger Corman. También coescribió la película cómica Limit Up para MCEG/Virgin con Richard Martini y tuvo un cameo en la película.

## Vida personal
Anders fue budista toda su vida y partidaria de la sección estadounidense de Sōka Gakkai Internacional (SGI).[cita requerida] Murió de cáncer de mama en 1996, a los 58 años.

## Filmografía

### Cine
| Año  | Título                     | Papel                    | Notas                          |
| ---- | -------------------------- | ------------------------ | ------------------------------ |
| 1957 | Reform School Girl         | Josie Brigg              |                                |
| 1958 | The Notorious Mr. Monks    | Gilda Hadley             |                                |
| 1958 | The Man Who Died Twice     | Young Girl Addict        |                                |
| 1958 | Life Begins at 17          | Carol Peck               |                                |
| 1959 | The FBI Story              | Mrs. Graham              | sin acreditar                  |
| 1961 | Night Tide                 | Ellen Sands              |                                |
| 1961 | The Pit and the Pendulum   | Catherine Medina         |                                |
| 1963 | The Young Racers           | Henny                    |                                |
| 1963 | Dementia 13                | Louise Haloran           |                                |
| 1964 | Sex and the College Girl   | Gwen                     |                                |
| 1966 | Mondo Keyhole              | Vicky                    | Voz, sin acreditar             |
| 1967 | The Trip                   | Camarera                 |                                |
| 1967 | Games                      | Invitada de la fiesta    |                                |
| 1968 | How Sweet It Is!           | Agatzi Girl              |                                |
| 1969 | Easy Rider                 | Lisa                     |                                |
| 1969 | That Cold Day in the Park  | Sylvia                   |                                |
| 1971 | The Manipulator            | Carlotta                 |                                |
| 1972 | Greaser's Palace           | Cholera                  |                                |
| 1972 | When the Legends Die       | Mary                     |                                |
| 1973 | The Last Detail            | Donna                    |                                |
| 1973 | The Killing Kind           | Louise                   |                                |
| 1975 | Shampoo                    | Devra                    |                                |
| 1976 | The Missouri Breaks        | Esposa del ranchero      |                                |
| 1978 | Goin' South                | Lorette Anderson         |                                |
| 1979 | Paraclete                  | El paráclito             | cortometraje                   |
| 1980 | Board and Care             | Carolyn                  | cortometraje                   |
| 1981 | One from the Heart         |                          | sin acreditar                  |
| 1982 | Personal Best              | Rita Cahill              |                                |
| 1984 | Irreconcilable Differences | Atlanta Widow            |                                |
| 1985 | Movers & Shakers           | Violette                 |                                |
| 1988 | You Can't Hurry Love       | Macie Hayes              |                                |
| 1989 | Limit Up                   | Teacher                  |                                |
| 1990 | The Two Jakes              | Florist                  |                                |
| 1993 | Doppelganger               | Ginger                   |                                |
| 1993 | Nowhere to Run             | Town Meeting Chairwoman  |                                |
| 1993 | Heart and Souls            | Funcionaria de registros |                                |
| 1994 | Criminal Passion           | Martha                   |                                |
| 1995 | Wild Bill                  | Mujer en el sanatorio    |                                |
| 1996 | Point of Betrayal          | Enfermera                |                                |
| 1996 | American Strays            | Martha                   |                                |
| 1997 | Cannes Man                 | Agente con el teléfono   | (último papel cinametográfico) |

### Televisión
| Año       | Título                          | Papel               | Notas                                                 |
| --------- | ------------------------------- | ------------------- | ----------------------------------------------------- |
| 1957      | The Restless Gun                | Lucy Anne           | "Jody"                                                |
| 1958      | Letter to Loretta               | Ellen               | "Time of Decision"                                    |
| 1959      | Cimarron City                   | Nancy Tucker        | "Child of Fear"                                       |
| 1959      | The Rifleman                    | Lisabeth Bishop     | "Shivaree"                                            |
| 1959      | M Squad                         | Lola Green          | "The Harpes"                                          |
| 1959      | Sugarfoot                       | Princess            | "The Avengers"                                        |
| 1959      | Alcoa Presents: One Step Beyond | Alice Denning       | "The Burning Girl"                                    |
| 1960      | Alcoa Presents: One Step Beyond | Joan Goss           | "The Voice"                                           |
| 1960      | Lawman                          | Ellie Phelan        | "The Swamper"                                         |
| 1961      | The Islanders                   | Trina               | "To Bell a Cat"                                       |
| 1961      | Rawhide                         | Maddy Trager        | S3:E25, "Incident of the Running Man"                 |
| 1962      | Ben Casey                       | Lorraine Walenchek  | "And Eve Wore a Veil of Tears"                        |
| 1963      | Ben Casey                       | Ann Bentley         | "Dispel the Black Cyclone That Shakes the Throne"     |
| 1963      | The Eleventh Hour               | Cathy Lewis         | "Try to Keep Alive Until Next Tuesday"                |
| 1963      | The Greatest Show on Earth      | Margaret            | "The Wrecker"                                         |
| 1964      | The Outer Limits                | Theresa "Tess" Ames | "The Guests"                                          |
| 1966      | Vacation Playhouse              | Sybil Rockefeller   | "My Lucky Penny"                                      |
| 1967      | The Andy Griffith Show          | Miss Clark          | "A Visit to Barney Fife", "Barney Comes to Mayberry"  |
| 1966      | That Girl                       | Shirley McChesney   | "Don't Just Do Something, Stand There"                |
| 1967      | That Girl                       | Beryl               | "Leaving the Nest Is for the Birds"                   |
| 1967      | Accidental Family               | Esther              | "What Is This - Thanksgiving or a Nightmare?'         |
| 1967      | Dragnet 1967                    | Noradelle De Leone  | "The Big Dog"                                         |
| 1968      | Dragnet 1967                    | Anna Marie Harmon   | "The Suicide Attempt"                                 |
| 1968      | Hawaii Five-O                   | Maggie              | "...And They Painted Daisies on His Coffin"           |
| 1968      | Adam-12                         | Jane Tipton         | "Log 111: The Boa Constrictor"                        |
| 1969      | My Friend Tony                  | Louise              | "Computer Murder"                                     |
| 1969      | Mayberry R.F.D.                 | Violet Cashier      | "Goober and the Telephone Girl" "Emmett's Retirement" |
| 1970      | Dragnet 1967                    | Eula Van Meter      | "Burglary: The Dognappers"                            |
| 1971      | Ironside                        | Nina Loring         | "The Target"                                          |
| 1972      | Evil Roy Slade                  | Alice Fern          | TV film                                               |
| 1972      | Bonanza                         | Julie               | "Forever"                                             |
| 1972      | Mannix                          | Angie McCall        | "Lost Sunday"                                         |
| 1974      | Firehouse                       | Dawn                | "Strike, Spare, and Burn"                             |
| 1977      | Little House on the Prairie     | Lottie McGinins     | "Blizzard"                                            |
| 1978      | The Next Step Beyond            | Harriet Jessup      | "The Love Connection"                                 |
| 1990      | Hunter                          | Sarah Farrell       | "Second Sight"                                        |
| 1991      | Switched at Birth               | enfermera Ames      | Telefilme                                             |
| 1991-1992 | Santa Barbara                   | Rona                | Serie de televisión                                   |
| 1992      | In Sickness and in Health       | Dorothy             | Telefilme                                             |